# Helvetios (gwiazda)
Helvetios (51 Pegasi) – gwiazda w konstelacji Pegaza. Krążąca wokół niego planeta pozasłoneczna jest pierwszą odkrytą na orbicie wokół żółtego karła podobnego do Słońca.

## Nazwa
Nazwa gwiazdy nie jest nazwą tradycyjną, została wyłoniona w publicznym konkursie w 2015 roku. Pochodzi ona z łaciny i oznacza Helweta. Helweci byli ludem celtyckim zamieszkującym w starożytności tereny dzisiejszej Szwajcarii. Nazwę tę zaproponowali członkowie Towarzystwa Astronomicznego z Lucerny (Astronomische Gesellschaft Luzern) ze Szwajcarii.

## Charakterystyka
Wiek 51 Pegasi szacuje się na około 7,5 miliarda lat, jest więc starsza od Słońca o około 3 mld lat, jest też o 4–6% masywniejsza i ma większą zawartość metali. Gwiazda wypaliła już większą część wodoru. Jasność gwiazdy wynosi 5,49m, można ją więc obserwować przy użyciu lornetki. Przy sprzyjających warunkach można ją dostrzec gołym okiem.

## Planeta
Wokół Helvetiosa krąży planeta Dimidium (51 Pegasi b) o masie minimalnej pół masy Jowisza, będąca pierwszym odkrytym gorącym jowiszem.
Nazwa planety została wyłoniona w publicznym konkursie w 2015 roku. Pochodzi ona z łaciny i oznacza „pół”, co odnosi się do masy planety (około pół masy Jowisza). Nazwę tę zaproponowali członkowie Towarzystwa Astronomicznego z Lucerny (Astronomische Gesellschaft Luzern) ze Szwajcarii.